# 弓町 (徳島市)
弓町（ゆみちょう）は、徳島県徳島市の町名。西富田地区に属している。現行行政地名は弓町一丁目から弓町四丁目まで。郵便番号は〒770-0925。
徳島市の調査による2010年11月の人口は276人、世帯数は128世帯。

## 地理
徳島市の東部、市街地の南西部に位置し、眉山東山麓に近接する。東は幟町、西は伊賀町の各住宅街と接する。北から眉山山々麓に沿って、一丁目から四丁目に整然と区画された住宅地。市の中心市街地に近く、東部を南北に国道439号が走る。

## 歴史
元は徳島市富田浦町の一部で、昭和15年より現在の町名となった。
江戸時代には御弓丁・古馬場と呼ばれた地にあたる。昭和初期頃までに町人・職人などの居住者が増加し、一応町並みがそろった。第二次世界大戦前は大雨のたびに瑞厳寺谷・八幡神社裏からの田に水によってたびたび家屋が浸水する被害があった。昭和20年7月3日の徳島大空襲では、戦災を免れた。
当地は江戸期に谷田蒔絵で著名な蒔絵師・谷田忠兵衛が居住。彼は4代藩主・蜂須賀綱通に抱えられ、金こがしと呼ばれる手法の華麗な蒔絵を制作。この技法は古今蒔絵師中、彼唯一の技法で、日本漆芸史上高く評価されている。また幕末の三筆と称された書家・貫名菘翁が生誕し、少年期を過ごした。さらに当地には、もと藩の弓術方で、明治期に住吉派の画家として活躍した上田魚行などが居住。

### 地名の由来
地名の由来は徳島藩の足軽弓組が集団居住したことによる。

## 交通

### 道路
- 国道439号